# Надгробник из старе црквене порте у Горњем Милановцу
Надгробник из старе црквене порте у Горњем Милановцу (општина Горњи Милановац) налази се испред зграде Музеја рудничко-таковског краја у Горњем Милановцу. Овде је пренет 2002. године, када је пронађен приликом реконструкције градског парка. Сматра се да потиче из порте цркве брвнаре посвећене Светом апостолу Томи, у којој су обављана богослужења пре изградње милановачке Цркве Свете Тројице 1862. године.

## Опис споменика
Споменик је у облику стуба укупних димензија 75х29х12 cm (изнад земље 60 cm). Исклесан је од жућкастог вујетиначког камена. Делимично је очуван, а пре постављања очишћен и конзервиран.
У врху предње стране уклесан је мали крст. Испод је лучно удубљење у коме је од епитафа очувано само: ОВДЕ ПОЧИВА. На полеђини је истоветно удубљење са текстом, од кога је читљиво: СПОМЕН ДИЖЕ БРАТ 1858. Г. Лева бочна страна је празна, а на десној се назире крстолики урез и два реда слова. Претпоставља се да овде пише име покојника: АЛЕКСА.